# ManuElla
Manuella Brečko (Celje, República Socialista de Eslovenia, RFS de Yugoslavia, 31 de enero de 1989), conocida artísticamente como ManuElla, es una cantante, compositora, músico e ingeniera eslovena. De género pop, rock y country pop. Fue la representante de Eslovenia en Festival de la Canción de Eurovisión 2016 con «Blue and Red».

## Biografía
Nacida en la ciudad eslovena de Celje el día 31 de enero de 1989, durante la época de la República Federativa Socialista de Yugoslavia. Desde niña siempre ha tenido una gran pasión por el mundo de la música.
Tras el paso de unos años, comenzó a asistir a una escuela de música y se graduó en acordeón a piano. Además ha dado clases de canto y ha aprendido a tocar la guitarra, el bajo y el piano.
Cuando ella tenía 16 años se presentó a la segunda temporada del concurso de talentos "Bitka talentov". Cinco años más tarde, trató de entrar en la versión alemana del programa Got Talent, llamada "Das Supertalent.
A finales de 2011 empezó a competir en la selección nacional "EMA 2012" para representar a Eslovenia en Eurovisión 2012 en la ciudad de Bakú (Azerbaiyán), donde tras una larga trayectoria en la competición fue eliminada en la última semifinal y logró la victoria la cantante Eva Boto. Tras su participación en la selección nacional se dio a conocer por todo el país.
Al mismo tiempo ella seguía estudiando y en 2011 se licenció por la Facultad de Ingeniería eléctrica de la Universidad de Liubliana (Univerza v Ljubljani).
En 2012 sacó una canción en dúo con el grupo Stereotipi, titulada "Raztrgaj me nežno".
Seguidamente saco su primer sencillo cantando en solitario "Il futuro", que fue creado en colaboración del artista Kevin Koradin conocido por pertenecer al grupo Tide y por el productor holandés Clifford Goilom. Este sencillo fue lanzado en enero de 2013 y en ese mismo año lanzó otros tres: "V tvojem ognju" en colaboración de Marjan Hvala y Iztok Melanšek, "Zadnji ples" que lo utilizó para presentarse en el concurso a la mejor canción de Eslovenia (Slovenska popevka 2013) donde quedó en 7.º lugar y "Barve" en colaboración de Matjaž Jelen.
Un año más tarde en 2014 lanzó el sencillo "Silent Night" y a partir de esa época comenzó a actuar por todas las ciudades de Eslovenia y por numerosos países de Europa, especialmente por los de habla alemana. En 2015 fue invitada al RetrOpatijski Festival de Croacia (retrospectiva del Festival Opatija), donde actuó en representación de Eslovenia con la canción "Vozi me vlak v daljave" de la cantante  Beti Jurković que la interpretó en dicho festival en 1958.
El día 5 de enero de 2016 fue anunciada por la compañía de radifusión Radiotelevizija Slovenija (RTVSLO) como una de las diez artistas en competir en la selección nacional "EMA 2016".
Se presentó con una canción en inglés titulada «Blue and Red» («Azul y Rojo»), compuesta por ella misma, Marjan Hvala, con el que había trabajado anteriormente, y Leon Oblak.
Al ganar la gran final del "EMA" el 27 de febrero, fue elegida representante de Eslovenia en el Festival de la Canción de Eurovisión 2016, celebrado en Estocolmo, Suecia.

## Discografía

### Singles
| Año  | Título                                                     |
| ---- | ---------------------------------------------------------- |
| 2012 | Raztrgaj me nežno (con Stereotipi)                         |
| 2013 | Il futuro                                                  |
| 2013 | V tvojem ognju (Marjan Hvala/Iztok Melanšek)               |
| 2013 | Zadnji ples (Hvala/Melanšek)                               |
| 2013 | Barve (Matjaž Jelen/Matjažem Jelenom)                      |
| 2014 | Silent Night                                               |
| 2016 | Blue and Red (EMA 2016) (ManuElla/Marjan Hvala/Leon Oblak) |